# Rondeletia feketeana
Rondeletia feketeana là một loài thực vật có hoa trong họ Thiến thảo. Loài này được Borhidi miêu tả khoa học đầu tiên năm 1983.